# آلبرتو کوادری
آلبرتو کوادری (انگلیسی: Alberto Quadri؛ زادهٔ ۹ ژانویهٔ ۱۹۸۳) بازیکن فوتبال اهل ایتالیا است.
از باشگاه‌هایی که در آن بازی کرده‌است می‌توان به باشگاه فوتبال اینتر میلان، باشگاه فوتبال پروجا، باشگاه فوتبال اسپتزیا، باشگاه ورزشی لاتزیو، باشگاه فوتبال برشا، باشگاه فوتبال پادوا، باشگاه فوتبال مونتسا، باشگاه فوتبال آولینو، و باشگاه فوتبال یو. اس. پرگولیتزه اشاره کرد.
وی همچنین در تیم ملی فوتبال زیر ۲۰ سال ایتالیا بازی کرده‌است.